# خوسيه أوقستو
خوسيه أوقستو (بالبرتغالية: José Augusto‏) هو ملحن ومغني برتغالي وبرازيلي، ولد في 16 أغسطس 1953 في ريو دي جانيرو في البرازيل.

## وصلات خارجية
- خوسيه أوقستو على موقع IMDb (الإنجليزية)
- خوسيه أوقستو على موقع ميوزك برينز (الإنجليزية)
- خوسيه أوقستو على موقع ميوزك برينز (الإنجليزية)
- خوسيه أوقستو على موقع أول ميوزيك (الإنجليزية)
- خوسيه أوقستو على موقع أول ميوزيك (الإنجليزية)
- خوسيه أوقستو على موقع ديسكوغز (الإنجليزية)